# Dom Peters
Pour les articles homonymes, voir Peters.
Pas d'image ? Cliquez ici

a Compétitions nationales et continentales officielles uniquement.

b Matchs officiels uniquement.
Dernière mise à jour le 9 janvier 2025.
Dom Peters, né le 11 décembre 1978 à Londres (Angleterre), est un joueur anglais, international jamaïcain, de rugby à XIII.

## Biographie
Dom Peters naît le 11 décembre 1978 à Londres en Angleterre.